# Hemipenthes galathea
Hemipenthes galathea är en tvåvingeart som först beskrevs av Osten Sacken 1886.  Hemipenthes galathea ingår i släktet Hemipenthes och familjen svävflugor.
Artens utbredningsområde är Costa Rica. Inga underarter finns listade i Catalogue of Life.